# Метт Рівз
Меттью Джордж Рівз (англ. Matthew George Reeves; нар. 27 квітня 1966) — американський сценарист, кінорежисер і кінопродюсер.
Рівз розпочав свою кар'єру в якості сценариста фільмів «В облозі 2: Темна територія» і «Людина, що несе труну», другий став його повнометражним режисерським дебютом. Потім він перейшов на телебачення в якості режисера і співавтора драматичного серіалу «Фелісіті» разом з Дж. Дж. Абрамсом. Після цього Рівз зрежисував фільм жахів «Монстро», романтичний фільм жахів «Впусти мене», а також два науково-фантастичні фільми — «Світанок планети мавп» та «Війну за планету мавп».
У лютому 2017 року Warner Bros. оголосила, що Рівз напише сценарій та зрежисує фільм про Бетмена.

## Біографія
Рівз народився в Роквілл-Центр, Нью-Йорк, і виріс у Лос-Анджелесі, штат Каліфорнія. Рівз зустрів і подружився з майбутнім режисером Дж. Дж. Абрамсом, коли їм було 13 років. Телевізійний кабельний канал Z Channel транслював його короткометражні фільми. Коли Рівзу і Абрамсу було близько 15 років, Стівен Спілберг найняв їх, щоб вони переписали його фільми на відеокасети.
Рівз навчався в Університеті Південної Каліфорнії. В період з 1991 по 1992 рік спродюсував студентський фільм «Містер Петріфід Форрест», який допоміг йому знайти агента. Він також написав сценарій до фільму «В облозі 2: Темна територія». Після закінчення навчання Рівз написав сценарій до фільму «Людина, що несе труну», який став його повнометражним режисерським дебютом.

## Особисте життя
Рівз одружений з Меліндою Ван, колишньою аніматоркою. У них є син.

## Фільмографія

### Фільми
| Рік  | Українська назва            | У якості    | У якості  | У якості     | Примітки                           |
| Рік  | Українська назва            | Кінорежисер | Сценарист | Кінопродюсер | Примітки                           |
| ---- | --------------------------- | ----------- | --------- | ------------ | ---------------------------------- |
| 1993 | Футурошок                   | Так         | Так       | Ні           |                                    |
| 1995 | В облозі 2: Темна територія | Ні          | Так       | Ні           | Співсценарист з Річардом Гатемом   |
| 1996 | Людина, що несе труну       | Так         | Так       | Ні           | Співсценарист з Джейсоном Катімсом |
| 2000 | Ярди                        | Ні          | Так       | Ні           | Співсценарист Джеймсом Греєм       |
| 2008 | Монстро                     | Так         | Ні        | Ні           |                                    |
| 2010 | Впусти мене                 | Так         | Так       | Ні           |                                    |
| 2014 | Світанок планети мавп       | Так         | Ні        | Ні           |                                    |
| 2016 | Вулиця Монстро, 10          | Ні          | Ні        | Виконавчий   |                                    |
| 2017 | Війна за планету мавп       | Так         | Так       | Ні           | Співсценарист з Марком Бомбаком    |
| 2018 | Парадокс Кловерфілда        | Ні          | Ні        | Виконавчий   |                                    |
| 2021 | Mother/Android              | Ні          | Ні        | Так          |                                    |
| 2022 | Бетмен                      | Так         | Так       | Так          | Співсценарист з Пітером Крейґом    |
| 2024 | Зліт                        | Ні          | Ні        | Так          |                                    |
| 2025 | Бетмен 2                    | Так         | Так       | Так          |                                    |
| TBA  | Бетмен 3                    | Так         | Так       | Так          |                                    |

### Телебачення
| Рік       | Назва                        | Зазначений як | Зазначений як | Зазначений як       | Прим.                                                     |
| Рік       | Назва                        | Режисер       | Сценарист     | Виконавчий продюсер | Прим.                                                     |
| --------- | ---------------------------- | ------------- | ------------- | ------------------- | --------------------------------------------------------- |
| 1997      | Relativity                   | Так           | Ні            | Ні                  | Епізод: "Billable Hours"                                  |
| 1997      | Homicide: Life on the Street | Так           | Ні            | Ні                  | Епізод: "All is Bright"                                   |
| 1998-2002 | Фелісіті                     | Так           | Так           | Так                 | 84 епізоди Співавтор та шоуранер разом з Дж. Дж. Абрамсом |
| 2000      | Gideon's Crossing            | Так           | Ні            | Ні                  | Епізод: "The Gift"                                        |
| 2003      | Miracles                     | Так           | Ні            | Ні                  | Епізод: "The Ferguson Syndrome"                           |
| 2006      | Conviction                   | Так           | Ні            | Ні                  | Епізод: "Pilot"                                           |
| 2019      | The Passage                  | Ні            | Ні            | Так                 | 10 епізодів                                               |
| 2019      | Surveillance                 | Ні            | Ні            | Так                 | Непроданий пілотний епізод                                |
| 2020      | Оповідки з кільця            | Ні            | Ні            | Так                 | 8 епізодів                                                |
| 2020      | Away                         | Ні            | Ні            | Так                 | 10 епізодів                                               |
| 2021      | Ordinary Joe                 | Ні            | Ні            | Так                 |                                                           |
| 2024      | Пінгвін                      | Ні            | Ні            | Так                 |                                                           |